# Малинники (Некрасовский район)
Малинники — деревня в Некрасовском районе Ярославской области. Входит в состав сельского поселения Красный Профинтерн.

## География
Находится в восточной части Ярославской области на расстоянии приблизительно 9 км на запад по прямой от административного центра района поселка Некрасовское в левобережной части района.

## История
В 1859 году здесь (деревня Ярославского уезда Ярославской губернии) было учтено 11 дворов, в 1898 — 18.

## Население
Численность населения: 73 человека (1859 год), 11 (русские 100 %) в 2002 году, 6 в 2010.